# František Plánička
František Plánička (Praga, 2 de junio de 1904-Praga, 20 de julio de 1996) fue un futbolista checo que jugaba en la posición de guardameta.
Está considerado uno de los mejores porteros de la década de 1930 y una de las primeras estrellas del fútbol en Europa del Este. Con la camiseta del Slavia Praga, en el que estuvo trece temporadas, ganó ocho ligas nacionales y la Copa Mitropa de 1938. Fue además capitán de la selección checoslovaca en las Copas Mundiales de 1934 y 1938.

## Biografía
Nació en Praga y pasó allí la mayor parte de su vida. Al comienzo de su carrera jugó de guardameta en distintos clubes modestos, al tiempo que trabajó para ayudar en la economía familiar. En 1923 recaló en el Slavia Praga y a pesar de su reducida altura (1,72 metros), convenció a los técnicos por sus reflejos y estilo acrobático, por el que fue apodado "el gato de Praga". Tras la creación de la liga checoslovaca en 1925 firmó un contrato profesional.
Durante trece temporadas disputó un total de 969 partidos oficiales, con récord de 742 victorias. Ya consagrado en la titularidad, en enero de 1926 debutó con la selección nacional frente a Italia. Se retiró en 1938 con ocho ligas nacionales, seis copas de Bohemia y la Copa Mitropa de 1938. Fuera del campo llevó un estilo de vida sobrio y austero.
Sin embargo, obtuvo fama internacional gracias a la Copa Mundial, de la que fue una de sus primeras estrellas. En la edición de 1934 Checoslovaquia llegó hasta la final contra Italia y estuvo a punto de vencer, pero los anfitriones igualaron en los últimos minutos y terminaron imponiéndose en la prórroga. Cuatro años después, en Francia 1938, participó en la llamada "Batalla de Burdeos" ante Brasil en cuartos de final. El encuentro fue tan violento que jugó la prórroga con fractura en el antebrazo, aunque no se percató hasta el pitido final. Dos días después se programó un desempate en el que causó baja y los checoslovacos fueron eliminados.
Plánička siguió practicando deporte durante años y fue reconocido uno de los mejores guardametas de su generación. En 1985 la Unesco le otorgó un premio al juego limpio por su carrera futbolística y su deportividad. Falleció el 20 de julio de 1996 a los 92 años, siendo el último superviviente del Mundial de 1934. Se le rindió un funeral oficial y Karel Poborský, capitán de la selección checa, retrasó su fichaje por el Manchester United para poder asistir.
La Federación Internacional de Historia y Estadística de Fútbol le situó en noveno lugar de su lista del "mejor portero del siglo XX".

## Selección nacional
Fue internacional por la selección de Checoslovaquia en 73 ocasiones con un récord de 35 victorias, 16 empates y 22 derrotas.
Su debut tuvo lugar el 17 de enero de 1926 ante Italia en un amistoso. Desde entonces asumió un rol titular y participó en varios torneos internacionales. Fue capitán en las Copas Mundiales de 1934 y 1938.

### Participaciones en Copas del Mundo
| Mundial              | Sede    | Resultado        | Partidos | Goles |
| -------------------- | ------- | ---------------- | -------- | ----- |
| Copa Mundial de 1934 | Italia  | Subcampeón       | 4        | (6)   |
| Copa Mundial de 1938 | Francia | Cuartos de final | 2        | (1)   |

## Palmarés

### Torneos locales
| Título           | Club         | País           | Año     |
| ---------------- | ------------ | -------------- | ------- |
| Primera División | Slavia Praga | Checoslovaquia | 1925    |
| Primera División | Slavia Praga | Checoslovaquia | 1928-29 |
| Primera División | Slavia Praga | Checoslovaquia | 1929-30 |
| Primera División | Slavia Praga | Checoslovaquia | 1930-31 |
| Primera División | Slavia Praga | Checoslovaquia | 1932-33 |
| Primera División | Slavia Praga | Checoslovaquia | 1933-34 |
| Primera División | Slavia Praga | Checoslovaquia | 1934-35 |
| Primera División | Slavia Praga | Checoslovaquia | 1936-37 |

### Torneos internacionales
| Título       | Club         | Sede     | Año  |
| ------------ | ------------ | -------- | ---- |
| Copa Mitropa | Slavia Praga | Budapest | 1938 |